# منيل جويدة
منيل جويدة إحدى قرى مركز أشمون التابع لمحافظة المنوفية بجمهورية مصر العربية.

## التاريخ
قرية منيل جويدة من القرى القديمة، حيث وردت باسم «منيل الجدي» في أعمال المنوفية ضمن قرى الروك الناصري التي أحصاها ابن الجيعان في كتاب «التحفة السنية بأسماء البلاد المصرية». وفي العصر العثماني وردت باسم «منيل الجدي» في التربيع العثماني الذي أجراه الوالي العثماني سليمان باشا الخادم في عصر السلطان العثماني سليمان القانوني ضمن قرى ولاية المنوفية، وفي تاريخ 1228هـ/1813م الذي عدّ قرى مصر بعد المسح الذي قام به محمد علي باشا باسم «منيل الجدي» ضمن قرى مديرية المنوفية. وفي سنة 1347هـ/1928م، تغير الاسم إلى «منيل جويدة» بطلب من عمدة القرية «مرسي محجوب قنديل جويدة».

## السكان
بلغ عدد سكان منيل جويدة 3,744 نسمة، منهم 1،948 رجل و1،796 إمرأة، حسب الإحصاء الرسمي لعام 2006.